# Эстония на летних Олимпийских играх 2012
Эстонию на летних Олимпийских играх 2012 представляли 32 спортсмена в 11 видах спорта. Наибольшее представительство в олимпийской команде имели легкоатлеты (10 человек). 6 спортсменов участвовали в соревнованиях по академической гребле, пятеро в соревнованиях по парусному спорту.
В составе делегации было 3 обладателя олимпийских медалей, в Пекине золото выиграл дискобол Герд Кантер, а серебро досталось гребцу Тону Эндрексону, который теперь сменил двойку на четверку. Кроме того, Александр Таммерт выиграл бронзу еще в Афинах.
Самой возрастной в олимпийской сборной стала 43-летний стрелок Анжела Воронова, самым молодым оказался 17-летний гребец Гейр Суурсильд.
Главная звезда сборной Эстонии Герд Кантер стал лишь третьим в состязаниях по метанию диска, проиграв нетолько Роберту Хардингу, но и иранцу Хадади. Вторую медаль команде принес чемпион мира 2006 года по греко-римской борьбе Хейки Наби, уступивший в финальной схватке в категории до 120 кг кубинцу Михайну Лопесу.

## Медалисты

### Серебро
| Серебро | Серебро    | Серебро                                   |
| №       | Спортсмены | Вид спорта (дисциплина)                   |
| ------- | ---------- | ----------------------------------------- |
| 1       | Хейки Наби | Греко-римская борьба (мужчины, до 120 кг) |

### Бронза
| Бронза | Бронза      | Бронза                                   |
| №      | Спортсмены  | Вид спорта (дисциплина)                  |
| ------ | ----------- | ---------------------------------------- |
| 1      | Герд Кантер | Лёгкая атлетика (мужчины, метание диска) |

## Результаты соревнований

### Академическая гребля
В следующий раунд из каждого заезда проходили несколько лучших экипажей (в зависимости от дисциплины). В отборочный этап попадали гребцы, выбывшие в предварительном раунде. В финал A выходили 6 сильнейших экипажей, остальные разыгрывали места в отборочных заездах и утешительных финалах B-F.
Мужчины
Молодой экипаж эстонской двойки парной (на двоих спортсменам было 35 лет) не смог конкурировать с более опытными соперниками и дважды оказывался последним в своих заплывах. А вот их более опытные коллеги, выступающие на четверке парной очень уверенно отобрались в финал, дважды заняв вторые места на предварительных стадиях, но не сумели завоевать медаль, проиграв третьему месту чуть более полутора секунд.
| Соревнование | Спортсмены                  | Предварительный заезд | Предварительный заезд | Предварительный заезд | Отборочный заезд | Отборочный заезд | Отборочный заезд | Четвертьфинал | Четвертьфинал | Четвертьфинал | Полуфинал             | Полуфинал             | Полуфинал             | Финал                 | Финал                 | Итоговое место |
| Соревнование | Спортсмены                  | Заезд                 | Время                 | Место                 | Заезд            | Время            | Место            | Заезд         | Время         | Место         | Заезд                 | Время                 | Место                 | Время                 | Место                 | Итоговое место |
| ------------ | --------------------------- | --------------------- | --------------------- | --------------------- | ---------------- | ---------------- | ---------------- | ------------- | ------------- | ------------- | --------------------- | --------------------- | --------------------- | --------------------- | --------------------- | -------------- |
| двойки       | Юри-Микк Удам Гейр Суурсилд | 3                     | 6:33,88               | 4                     | 1                | 6:38,50          | 4                | не проводится | не проводится | не проводится | завершили выступление | завершили выступление | завершили выступление | завершили выступление | завершили выступление | 13             |

| Соревнование    | Спортсмены                                          | Отборочная гонка | Отборочная гонка | Четвертьфинал/ Дополнительная гонка | Четвертьфинал/ Дополнительная гонка | Полуфинал | Полуфинал | Финал   | Финал |
| Соревнование    | Спортсмены                                          | Время            | Место            | Время                               | Место                               | Время     | Место     | Время   | Место |
| --------------- | --------------------------------------------------- | ---------------- | ---------------- | ----------------------------------- | ----------------------------------- | --------- | --------- | ------- | ----- |
| Парные четвёрки | Тыну Эндрексон Андрей Ямся Аллар Рая Каспар Таймсоо | 5:42.87          | 2                |                                     |                                     | 6:07.85   | 2         | 5:46.96 | 4     |

### Бадминтон
Спортсменов — 1
Мужчины
| Соревнование     | Спортсмен  | Групповой этап | Групповой этап                              | Групповой этап                        | 1/8 финала           | 1/4 финала           | 1/2 финала           | Финал                | Финал                |
| Соревнование     | Спортсмен  | 1 матч         | 2 матч                                      | 3 матч                                | 1/8 финала           | 1/4 финала           | 1/2 финала           | Финал                | Финал                |
| Соревнование     | Спортсмен  | Соперник Счёт  | Соперник Счёт                               | Соперник Счёт                         | Соперник Счёт        | Соперник Счёт        | Соперник Счёт        | Соперник Счёт        | Место                |
| ---------------- | ---------- | -------------- | ------------------------------------------- | ------------------------------------- | -------------------- | -------------------- | -------------------- | -------------------- | -------------------- |
| Одиночный разряд | Рауль Муст |                | Михаэль Ланштайнер (AUT) 2-0 (21:14; 21:18) | Симон Сантосо (INA) 0-2 (12:21; 8:21) | завершил выступление | завершил выступление | завершил выступление | завершил выступление | завершил выступление |

### Борьба
Мужчины
Греко-римская борьба
| Соревнование | Спортсмены   | Первый раунд              | Второй раунд                 | Четвертьфинал         | Полуфинал             | Финал                  |
| Соревнование | Спортсмены   | Соперник Результат        | Соперник Результат           | Соперник Результат    | Соперник Результат    | Соперник Результат     |
| ------------ | ------------ | ------------------------- | ---------------------------- | --------------------- | --------------------- | ---------------------- |
| до 96 кг     | Ардо Арусаар | Эрвин Карабальо (VEN) 3-0 | Тимофей Дейниченко (BLR) 1-3 | завершил выступление  | завершил выступление  | завершил выступление   |
| до 120 кг    | Хейки Наби   |                           | Иосиф Чугошвили (BLR) 3-1    | Лукаш Банак (POL) 3-0 | Йохан Ойрен (SWE) 3-1 | Михайн Лопес (CUB) 0-3 |

### Велоспорт

#### Шоссейный велоспорт
Мужчины
| Соревнование    | Спортсмен   | Время     | Место | Отставание |
| --------------- | ----------- | --------- | ----- | ---------- |
| групповая гонка | Рене Мандри | 5 46' 37" | 50    | +40"       |

Женщины
| Соревнование    | Спортсмен    | Время     | Место | Отставание |
| --------------- | ------------ | --------- | ----- | ---------- |
| групповая гонка | Грете Трейер | 3 35' 56" | 17    | +27"       |

### Водные виды спорта

#### Плавание
Спортсменов — 2
В следующий раунд на каждой дистанции проходят лучшие спортсмены по времени, независимо от места занятого в своём заплыве.
Мужчины
| Соревнование   | Спортсмен        | Предварительные заплывы | Предварительные заплывы | Полуфиналы             | Полуфиналы             | Финал                  | Финал |
| Соревнование   | Спортсмен        | Результат               | Место                   | Результат              | Место                  | Результат              | Место |
| -------------- | ---------------- | ----------------------- | ----------------------- | ---------------------- | ---------------------- | ---------------------- | ----- |
| 100 м брасс    | Мартин Лийвамяги | 1:01.57                 | 5                       | завершил выступление   | завершил выступление   | завершил выступление   | 29    |
| 200 м комплекс | Мартин Лийвамяги | 2:01.09                 | 5                       | завершил выступление\| | завершил выступление\| | завершил выступление\| | 25    |

Женщины
| Соревнование       | Спортсменка  | Предварительный раунд | Предварительный раунд | Полуфинал             | Полуфинал             | Финал                 | Финал |
| Соревнование       | Спортсменка  | Результат             | Место                 | Результат             | Место                 | Результат             | Место |
| ------------------ | ------------ | --------------------- | --------------------- | --------------------- | --------------------- | --------------------- | ----- |
| 50 м вольный стиль | Трийн Альянд | 25.33                 | 6                     | завершила выступление | завершила выступление | завершила выступление | 19    |
| 100 м баттерфляй   | Трийн Альянд | 1:00.43               | 5                     | завершила выступление | завершила выступление | завершила выступление | 35    |

### Дзюдо
Мужчины
| Соревнование | Спортсмен    | Предварительный раунд         | 1/32                          | 1/16                 | Четвертьфиналы       | Полуфиналы           | Финал                | Первый утешительный раунд | Утешительный четвертьфинал | Утешительный полуфинал | За 3 место Финал     |                      |
| Соревнование | Спортсмен    | Соперник Результат            | Соперник Результат            | Соперник Результат   | Соперник Результат   | Соперник Результат   | Соперник Результат   | Соперник Результат        | Соперник Результат         | Соперник Результат     | Соперник Результат   |                      |
| ------------ | ------------ | ----------------------------- | ----------------------------- | -------------------- | -------------------- | -------------------- | -------------------- | ------------------------- | -------------------------- | ---------------------- | -------------------- | -------------------- |
| свыше 100 кг | Мартин Падар | Оскар Брайсон (CUB) 0001-1000 | Оскар Брайсон (CUB) 0001-1000 | завершил выступление | завершил выступление | завершил выступление | завершил выступление | завершил выступление      | завершил выступление       | завершил выступление   | завершил выступление | завершил выступление |

### Лёгкая атлетика
Мужчины
| Дисциплина    | Спортсмен         | Предварительный раунд | Предварительный раунд | Четвертьфиналы | Четвертьфиналы | Полуфиналы           | Полуфиналы           | Финал                | Финал                |
| Дисциплина    | Спортсмен         | Результат             | Место                 | Результат      | Место          | Результат            | Место                | Результат            | Место                |
| ------------- | ----------------- | --------------------- | --------------------- | -------------- | -------------- | -------------------- | -------------------- | -------------------- | -------------------- |
| 100 м         | Марек Нийт        |                       |                       | 10.40          | 7              | завершил выступление | завершил выступление | завершил выступление | завершил выступление |
| 200 м         | Марек Нийт        |                       |                       | 20.82          | 6              | завершил выступление | завершил выступление | завершил выступление | завершил выступление |
| 400 м с/б     | Расмус Мяги       | 50.05                 | 5                     |                |                | завершил выступление | завершил выступление | завершил выступление | завершил выступление |
| толкание ядра | Райго Тоомпуу     | 18.91                 | 30                    |                |                |                      |                      | завершил выступление | завершил выступление |
| метание диска | Мярт Исраэль      | 60.34                 | 25                    |                |                |                      |                      | завершил выступление | завершил выступление |
| метание диска | Герд Кантер       | 66.39                 | 1                     |                |                |                      |                      | 68.03                | 3                    |
| метание диска | Александр Таммерт | 60.20                 | 27                    |                |                |                      |                      | завершил выступление | завершил выступление |
| метание копья | Ристо Мятас       | 78.56                 | 21                    |                |                |                      |                      | завершил выступление | завершил выступление |

Женщины
| Дисциплина      | Спортсменка    | Предварительный раунд | Предварительный раунд | Четвертьфиналы | Четвертьфиналы | Полуфиналы | Полуфиналы | Финал                 | Финал                 |
| Дисциплина      | Спортсменка    | Результат             | Место                 | Результат      | Место          | Результат  | Место      | Результат             | Место                 |
| --------------- | -------------- | --------------------- | --------------------- | -------------- | -------------- | ---------- | ---------- | --------------------- | --------------------- |
| марафон         | Эвелин Тальтс  |                       |                       |                |                |            |            | 2:54:15               | 105                   |
| прыжки в высоту | Анна Ильющенко | 1.90                  | 15                    |                |                |            |            | завершила выступление | завершила выступление |
| семиборье       | Грит Шадейко   |                       |                       |                |                |            |            | 6013                  | 23                    |

### Парусный спорт
Спортсменов — 5
Соревнования по парусному спорту в каждом из классов состояли из 10 гонок, за исключением класса 49er, где проводилось 15 заездов. В каждой гонке спортсмены стартовали одновременно. Победителем каждой из гонок становился экипаж, первым пересекший финишную черту. Количество очков, идущих в общий зачёт, соответствовало занятому командой месту. 10 лучших экипажей по результатам 10 гонок попадали в медальную гонку, результаты которой также шли в общий зачёт. В случае если участник соревнований не смог завершить гонку ему начислялось количество очков, равное количеству участников плюс один. При итоговом подсчёте очков не учитывался худший результат, показанный экипажем в одной из гонок. Сборная, набравшая наименьшее количество очков, становится олимпийским чемпионом.
Мужчины
| Класс | Спортсмены        | Гонка | Гонка | Гонка | Гонка | Гонка | Гонка | Гонка | Гонка | Гонка | Гонка | Гонка         | Очки | Место |
| Класс | Спортсмены        | 1     | 2     | 3     | 4     | 5     | 6     | 7     | 8     | 9     | 10    | M             | Очки | Место |
| ----- | ----------------- | ----- | ----- | ----- | ----- | ----- | ----- | ----- | ----- | ----- | ----- | ------------- | ---- | ----- |
| RS:X  | Йоханнес Ахун     | 27    | 20    | 22    | 32    | 31    | 14    | 22    | 28    | DNF   | 35    | Не участвовал | 231  | 30    |
| Лазер | Карл-Мартин Раммо | 7     | 18    | 3     | 21    | 8     | 12    | 30    | 31    | 18    | 39    |               | 148  | 18    |
| Финн  | Денис Карпак      | 14    | 9     | 10    | 11    | 11    | 1     | 7     | 13    | 11    | 11    |               | 85   | 11    |

Женщины
| Класс        | Спортсмены    | Гонка | Гонка | Гонка | Гонка | Гонка | Гонка | Гонка | Гонка | Гонка | Гонка | Гонка | Очки | Место |
| Класс        | Спортсмены    | 1     | 2     | 3     | 4     | 5     | 6     | 7     | 8     | 9     | 10    | M     | Очки | Место |
| ------------ | ------------- | ----- | ----- | ----- | ----- | ----- | ----- | ----- | ----- | ----- | ----- | ----- | ---- | ----- |
| RS:X         | Ингрид Пууста | 15    | 20    | 6     | 15    | 14    | 21    | 15    | 12    | 20    | 17    |       | 134  | 15    |
| Лазер Радиал | Анна Похлак   | 27    | 39    | 41    | 37    | 36    | 6     | 36    | 36    | 31    | 36    |       | 284  | 35    |

Использованы следующие сокращения:
- M — медальная гонка
- DNF — Did not finish (не финишировал)

### Стрельба
Женщины
| Соревнование                       | Спортсменка     | Квалификация | Квалификация | Финал | Всего     | Всего |
| Соревнование                       | Спортсменка     | Результат    | Место        | Финал | Результат | Место |
| ---------------------------------- | --------------- | ------------ | ------------ | ----- | --------- | ----- |
| Винтовка с трёх позиций, 50 метров | Анжела Воронова | 576          | 31           |       |           | 31    |
| Пневматическая винтовка, 10 метров | Анжела Воронова | 391          | 42           |       |           | 42    |

### Стрельба из лука
Спортсменов — 1
Женщины
| Соревнование              | Спортсмены   | Квалификация | Квалификация | 1/32 финала                  | 1/16 финала           | 1/8 финала            | Четвертьфинал         | Полуфинал             | Финал                 |
| Соревнование              | Спортсмены   | Результат    | Место        | Соперник Результат           | Соперник Результат    | Соперник Результат    | Соперник Результат    | Соперник Результат    | Соперник Результат    |
| ------------------------- | ------------ | ------------ | ------------ | ---------------------------- | --------------------- | --------------------- | --------------------- | --------------------- | --------------------- |
| Индивидуальное первенство | Реэна Пярнат | 621          | 52           | Алехандра Валенсия (MEX) 1-7 | Завершилa выступление | Завершилa выступление | Завершилa выступление | Завершилa выступление | Завершилa выступление |

### Фехтование
Спортсменов — 1
В индивидуальных соревнованиях спортсмены сражаются три раунда по три минуты, либо до того момента, как один из спортсменов нанесёт 15 уколов. Если по окончании времени в поединке зафиксирован ничейный результат, то назначается дополнительная минута до «золотого» укола.
Мужчины
| Соревнование         | Спортсмены        | 1/32 финала        | 1/16 финала        | 1/8 финала                    | Четвертьфиналы       | Полуфиналы           | Финал матч за 3-е место | Место |
| Соревнование         | Спортсмены        | Соперник Результат | Соперник Результат | Соперник Результат            | Соперник Результат   | Соперник Результат   | Соперник Результат      | Место |
| -------------------- | ----------------- | ------------------ | ------------------ | ----------------------------- | -------------------- | -------------------- | ----------------------- | ----- |
| Индивидуальная шпага | Николай Новосёлов |                    | Не участвовал      | Уэстон Келси (USA) пор. 11:15 | Завершил выступление | Завершил выступление | Завершил выступление    | 9     |